# Ярополец (усадьба Загряжских)
О соседнем имении см. Ярополец (усадьба Чернышёвых)
Ярополе́ц — дворянская усадьба в Московской области на берегу реки Ламы в селе Ярополец под Волоколамском, которая последовательно принадлежала Дорошенкам, Загряжским и Гончаровым, в том числе тёще А. С. Пушкина. Известность усадьбы связана главным образом с именем Пушкина, который дважды посещал её.

## История

### Первые владельцы
Первые сведения о Яропольце (Ераполче) появились в XVI веке, когда им владели дворяне Уские. В октябре 1578 года Иосифо-Волоцкий монастырь, где находилась усыпальница семьи Уских, должен был получить село на поминовение представителя этого рода, Василия Уского. Однако село не отошло к обители: Иван Грозный включил его в число дворцовых вотчин.
В Яропольце была построена церковь Рождества Иоанна Предтечи с двумя приделами: святого Николая и святой Параскевы Пятницы. Церковь не сохранилась, впервые она упоминается в 1626 году. В 1707 году на высоком берегу Ламы был построен деревянный храм. В 1755 году, вместо начавшей сползать вниз к реке деревянной церкви, к северу от неё было начато строительство каменной церкви Иоанна Предтечи.
Во время правления Алексея Михайловича в селе был зверинец для царских охот. В 1684 году древнее село Ярополец указом Софьи Алексеевны было пожаловано отставному гетману Петру Дорошенко «вместо денежного жалования, что ему давано по 1000 рублей». Дорошенко прожил здесь на покое 14 лет, здесь же умер и был похоронен. По повелению Димитрия Ростовского, отец которого служил вместе с Дорошенко, над могилой последнего была воздвигнута часовня, его же стараниями здесь проводились регулярные панихиды. Первый мавзолей обветшал к середине 1820-х годов, его сменил новый, в стиле ампир, возведённый в 1844 году.
До 1712 года Яропольцом управлял Московский Судный приказ, так как сыновья Дорошенко были несовершеннолетними. В 1717 году младший из них, Пётр, продал свою часть земель Г. П. Чернышёву, родоначальнику графов Чернышёвых. Об этом имении см. Ярополец (усадьба Чернышёвых).

### Загряжские
Внучка гетмана, Екатерина Александровна Дорошенко, принесла Ярополец в приданое своему мужу, генерал-поручику Александру Артемьевичу Загряжскому (1715—1786), который по матери был родственником князю Потёмкину.
А. Загряжский перестроил деревянные постройки усадьбы в камне. При нём сложилась общая усадебная планировка, дошедшая до наших дней. Архитектор, который вёл перестройку усадебного комплекса (по предположению исследователей, в 1780-х годах), не известен. Сообщения мемуаристов (А. Арапова, М. Карцова) о том, что строил Ярополец Растрелли, относятся к разряду семейных легенд. Как отмечает А. Чекмарёв: «Происхождение проекта [ансамбля усадьбы], сам дух его архитектуры связаны с московской архитектурной школой второй половины XVIII века». По мнению С. Торопова, строителем Яропольца мог быть кто-то из архитекторов «второго ряда»: И. В. Еготов, А. Бакарев, Е. Назаров. А. Седов, на основании стилистического анализа и сравнения с известными сооружениями и проектами, приписывал авторство Еготову.
В сентябре 1775 года в гостях у Загряжского побывала императрица Екатерина II, а через несколько недель — великий князь Павел и его первая жена.
Строительство усадьбы начиналось в то время, когда её хозяин ещё не входил в придворную элиту. Изменение статуса А. А. Загряжского, породнившегося с приближёнными императрицы, вероятно сподвигло его на перестройку усадьбы в 1780—1790-х годах. В результате в Яропольце не только были реконструированы здания усадебного комплекса, но и появился пейзажный парк, украшенный парковой архитектурой, в которой были причудливо смешаны «классика» и «готика».

### Гончаровы
В 1821 году усадьбу унаследовала внучка А. Загряжского, Наталья Ивановна, которая в 1807 году вышла замуж за промышленника Н. А. Гончарова. После брака с Натальей Гончаровой, дочерью владелицы усадьбы, которая провела здесь свои детские годы, Ярополец дважды посетил А. С. Пушкин. Он писал о том, что тёща «живет очень уединённо в своём разорённом дворце».

Она [Наталья Ивановна Гончарова] живет очень уединенно и тихо в своем разоренном дворце и разводит огороды над прахом твоего прадедушки Дорошенки, к которому ходил я на поклонение. Семен Федорович, с которым мы большие приятели, водил меня на его гробницу и показывал мне прочие достопамятности Яропольца. Я нашел в доме старую библиотеку, и Наталья Ивановна позволила мне выбрать нужные книги. Я отобрал их десятка три, которые к нам и прибудут с вареньем и наливками. Таким образом, набег мой на Ярополец был вовсе не напрасен.— Письмо Пушкина жене, 26 августа 1833 года
Среди ярополецких крестьян бытовало предание, что в 1833 году Пушкин посоветовал своему шурину И. Н. Гончарову построить новую часовню над могилой Дорошенко. Это сообщение со слов старожила Яропольца Смолина записал В. Гиляровский, побывавший в усадьбе в 1903 году.
Второй раз в Яропольце Пушкин был 9—10 октября 1834 года. Парадная опочивальня главного дома в память визитов поэта получила название «Пушкинская комната», по преданию, он жил именно в ней.
Гончаровы продолжали владеть усадьбой до самой революции. Последней обитательницей имения была вдова Николая Ивановича Гончарова (1861—1902), Елена Борисовна Гончарова (1864—1928), урождённая княжна Мещерская, которая способствовала открытию в 1915 году в Яропольце четырёхклассной земской школы. Благодаря последней хозяйке в 1918 году усадьба была принята на государственный учёт как памятник культуры. Гончарова добилась выдачи ей «охранной грамоты» от отдела по делам музеев и охране памятников старины при Наркомпросе. В бумаге, в частности, указывалось, что «без разрешения означенного отдела вышеозначенное имущество вывозу и реквизиции не подлежит». На то, чтобы Елена Борисовна стала хранительницей усадьбы, дали своё согласие и местные жители. Однако на должность хранителя был назначен художник из Сергиева Посада Н. П. Яныченко, а Гончарова поздней осенью 1918 года уехала из Яропольца. Известно, что Елена Борисовна в 1919—1920 годах работала в Наркомпросе. Умерла в эмиграции 27 июля 1928 года во Франции.

### После Октябрьской революции
На втором этаже усадебного дома разместилась школа II ступени с интернатом. На первом этаже в четырёх комнатах был организован музей. Некоторые ценные вещи из Яропольца были вывезены в январе 1919 года, они попали в Национальный музейный фонд, отдел рукописей Румянцевского музея и другие организации. В усадьбе располагалось правление первого детского колхоза «Гигант».
В 1920 году крестьяне Яропольца попросили у В. И. Ленина, приехавшего на открытие сельской электростанции, передать под школу всю усадьбу. В конце 1922 года музей под предлогом нехватки помещений для ночлега учеников был закрыт. «Пушкинскую комнату», благодаря настойчивости заведующего Ново-Иерусалимского художественно-исторического музея Н. Шнеерсона, удалось сохранить.
К 1924 году местные жители разобрали на кирпич вышивальню, мыльню, корпус, находившийся между двумя «фабриками» (суконной и полотняной), была демонтирована крыша оранжерей. В 1920-е годы оба Яропольца (Загряжских и Чернышёвых) были обследованы С. А. Тороповым и А. Н. Гречем. Благодаря их стараниям сохранились сведения о довоенном облике усадьбы.

### Разрушения во время Великой Отечественной войны
С конца 1941 и до февраля 1942 года село Ярополец находилось в оккупации. В ходе военных действий обе дворянские усадьбы Яропольца серьёзно пострадали. Постройки Яропольца Загряжских утратили кровли, перекрытия, заполнения оконных и дверных проёмов, часть декора фасадов. Северо-западная часть господского дома была разрушена взрывом немецкого склада боеприпасов. Около пятнадцати лет Ярополец находился в руинированном состоянии. За этот период местные жители разобрали всё, что могло пригодиться в качестве строительного материала. Пропали сохранившаяся часть оформления фасадов и интерьеры. В каком состоянии находилась усадьба в 1957 году, зафиксировано в художественном фильме «На графских развалинах», снимавшемся в Яропольце. Мавзолей Дорошенко, повреждённый во время войны, был разобран в 1953 году.

### Реставрация
До 1960 года в усадьбе действовала общеобразовательная школа. С 1959 года усадьбы Загряжских и Чернышевых были переданы МАИ для организации дома отдыха. Проект реставрации усадьбы Загряжских разрабатывался трестом «Мособлреставрация». Целью её было восстановление комплекса построек с учётом того, что впоследствии он будет использоваться в качестве дома отдыха. Парковые сооружения и сам парк восстанавливать не планировалось. Реставрационными работами руководил Н. Недович, в них принимал участие А. Седов, исследовавший и обмеривший здания усадьбы Гончаровых после войны. Восстановительные работы завершились к 1970 году, и усадебные постройки обрели довоенный вид. Но, как отмечает А. Чекмарёв: «…нельзя не отметить и отрицательные стороны этой реставрации — ряд архитектурных деталей возобновляли в других строительных материалах, что вело к их упрощению и огрублению, во всех зданиях, включая церковь, была кардинально изменена внутренняя планировка и созданы унылые безликие интерьеры».
В господском доме был восстановлен интерьер «Пушкинской комнаты», в настоящий момент единственного помещения, проникнутого духом старого дворца Загряжских-Гончаровых. Деревянную колонну из «Пушкинской комнаты» обнаружили на чердаке одного из усадебных зданий, она стала образцом для шести новых колонн, ограничивающих альков. Убранство комнаты было известно по фотографиям 1937 года. При восстановлении были использованы результаты обследования подлинной расколеровки стен и остатков орнаментальной росписи. В комнате проходят литературно-музыкальные вечера Пушкинского общества МАИ, приуроченные к дням рождения Пушкина и его жены.
Сломанная часовня над могилой Дорошенко была воссоздана с некоторыми изменениями в пропорциях в 1999 году по проекту архитектора-реставратора Л. Г. Поляковой.

## Постройки
Церковь Иоанна Предтечи
Самая ранняя из сохранившихся построек усадьбы — кирпичная церковь типа «восьмерик на четверике» с расположенными на одной оси двухъярусной колокольней, трапезной и алтарной частью. Церковь построена в 1751—1755 годах по заказу А. А. Загряжского. Храм схож со Знаменской церковью из тамбовской усадьбы Загряжских — Кариана, которая не сохранилась. По фотографиям церкви в Кариане можно составить представление о том, как выглядела церковь Иоанна Предтечи до перестройки 1808 года.
В 1808 году сын А. Загряжского, Борис, распорядился пристроить к храму (холодной церкви) два придела (тёплую церковь) в честь небесных покровителей его и его жены. Приделы Великомученицы Екатерины и Благоверного князя Бориса имеют массивные тосканские портики в стиле классицизма. Приземистые барочные объёмы церкви с помощью оформления колоннами и пилястрами были зрительно вертикально вытянуты. Храм получил нетрадиционное завершение — вместо церковной главы его венчает золочёный шар с крестом, поддерживаемый, наподобие античных жертвенников, четырьмя опорами. Во время этой переделки был утрачен первоначальный барочный декор фасадов храма.
Внутри храма ордером были оформлены боковые входы; ступенчатые арки, скомбинированные с выпуклым конусом, образуют тромпы. Стены были покрыты росписями на сюжеты Ветхого и Нового Завета. В настоящее время церковь является действующей.
Господский дом
Удачей послевоенной реставрации можно считать восстановление внешнего облика господского дома. При перестройке в 1780—1790-х годах его соединили с двумя существующими флигелями прямыми одноэтажными галереями. Наиболее выигрышно все три объёма смотрятся со стороны двора. Шестиколонный коринфский портик дома с расположенной за ним полукруглой лоджией — главное украшение усадебного комплекса. Выход в парк также оформлен портиком. Неоштукатуренные стены из красного кирпича (ныне покрашены) эффектно контрастировали с белым декором.
Интерьеры дома были украшены настенными росписями с изображением романтизированных парковых видов в орнаментальных бордюрах, выполненными ещё при Загряжских. Подобные пейзажи получили широкое распространение благодаря Юберу Роберу, пейзажные панно которого украшали два зала в Архангельском.
Дом управляющего (конторский флигель)
Во время перестройки усадьбы в конце XVIII века напротив здания церкви был возведён конторский флигель, на втором этаже которого находились жилые помещения для управляющего. Два крыла дома сходятся под углом и соединяются полуротондой, оформленной, как и входы, парными пилястрами. Вероятно, стремление соблюсти стилистическое единство с новым корпусом привело к перестройке церкви.
Циркумференции
Парадный двор (курдонёр) обрамлён металлической оградой с белокаменными столбами и замыкается циркумференциями (корпусами, дугообразными в плане). По торцам циркумференций, смотрящих на дом, поставлены двухэтажные корпуса, их архитектура повторяет архитектуру господского дома. У двух других торцов поставлены башенки со шпилями. Их основания, в плане квадратные, выдержаны в классическом духе, круглые верхние ярусы оформлены в ложноготическом стиле. Дугообразные корпуса — очень популярный мотив усадебных комплексов конца XVIII века. В циркумференциях располагались каретник и конный двор, их дуги с внешней стороны были оформлены открытыми аркадами. В курдонёре установлен бюст Пушкина.
Комплекс ярополецких сооружений — один из немногих сохранившихся образцов усадеб эпохи классицизма, оставляющих впечатление цельного, гармоничного ансамбля.
Ткацкие мастерские
Три корпуса (один двухэтажный и два одноэтажных), расположенные на хозяйственном дворе, были частью комплекса производственного назначения, построенного в 1780—1790-х годах. До настоящего времени дошли одноэтажные мастерские (боковые флигели), декорированные лишь с торцов, которые смотрят на парадный двор. Торцы обработаны рустом и имеют ложные окна, обрамлённые арками. Уровни окон и пола мастерских были подняты во время реставрации 1970-х годов.

## Парк
Парк, судя по сохранившемуся плану (1770-е), до перестройки усадьбы был небольшим, его аллеи веером расходились от центра, располагавшегося напротив дома. Г. Ф. Миллер в «Путешествиях по Московской провинции» (1779) так описывает его: «Регулярный сад хорошаго расположения, с проспектами и аллеями украшен по местам с живописными картинами. При нём ранжерея с фруктовыми заморскими деревьями. По конец саду на реке Ламе гора обрытая уступами, кои выведены разными фигурами и вся покрытая дёрном, которая украшением своим составляет наилучшую часть сада. При скате оной горы построена галерея, украшенная живописными емблематическими картинами».
Позднее территория ярополецкого парка была значительно увеличена и продлена до излучины реки, а все его прежние барочные украшения, видимо тогда же, были разобраны. При оформлении ограды, выполненной в виде «крепостной» стены, и других построек использована популярная при Екатерине II «готическая манера». Стену дополняли порталы и венчали башни в два яруса. Постройки были выполнены из красного кирпича и декорированы белыми деталями.
Сохранилась часть другой стены, отделяющей усадьбу от села с круглой башней и стоящим у реки руинированным двухэтажным зданием, предположительно, зимней оранжереей. Иногда это сооружение называли «Охотничьим домиком», однако охотничьи домики обычно размещали рядом с лесными угодьями, вдали от главного дома. В Яропольце же здание расположено совсем рядом с барским домом. Существует также предположение, что на самом деле это масонский храм (один из хозяев Яропольца, Б. А. Загряжский, был масоном), но на нём нет декора в виде изображений атрибутов движения «вольных каменщиков».
Архитектору удалось гармонично совместить классицистские сооружения усадьбы и причудливые «готические» постройки.
До настоящего времени не дошла ни одна из малых архитектурных форм, украшавших парк. Двухэтажный театр, расположенный некогда на одной оси с усадьбой, не сохранился. Среди деревьев преобладают липа, берёза, тополь; сохранились лиственницы, которые, видимо, были посажены при создании парка. К круглому острову, который окружён каналом, соединявшимся с Ламой, ведёт липовая аллея, названная Пушкинской.

## Фильмы, которые снимались в усадьбе
- 1957 — «На графских развалинах»
- 1990 — «Очарованный странник»
- 1994 — «Барышня-крестьянка»
- 2000 — «Репете»

## Другие усадьбы Загряжских-Гончаровых
- Кариан (усадьба)
- Полотняный Завод (музей-усадьба)